# Sin noticias de Gurb
Sin noticias de Gurb es una novela humorística del escritor español Eduardo Mendoza publicada por Seix Barral en el año 1991. Originalmente apareció publicada por entregas en el periódico El País. La novela se ha traducido al inglés, francés, alemán, italiano, coreano, danés, polaco, persa, gallego y esperanto.

## Contexto
Sin Noticias de Gurb está situado en Barcelona mientras la ciudad está preparándose para los Juegos Olímpicos de 1992. La novela incluye comentarios sobre la construcción que cubre la ciudad. Además, Mendoza frecuentemente hace críticas y comentarios sobre la sociedad española y barcelonesa, utilizando detalles locales sobre el estilo de vida de la gente de Barcelona.

## Argumento

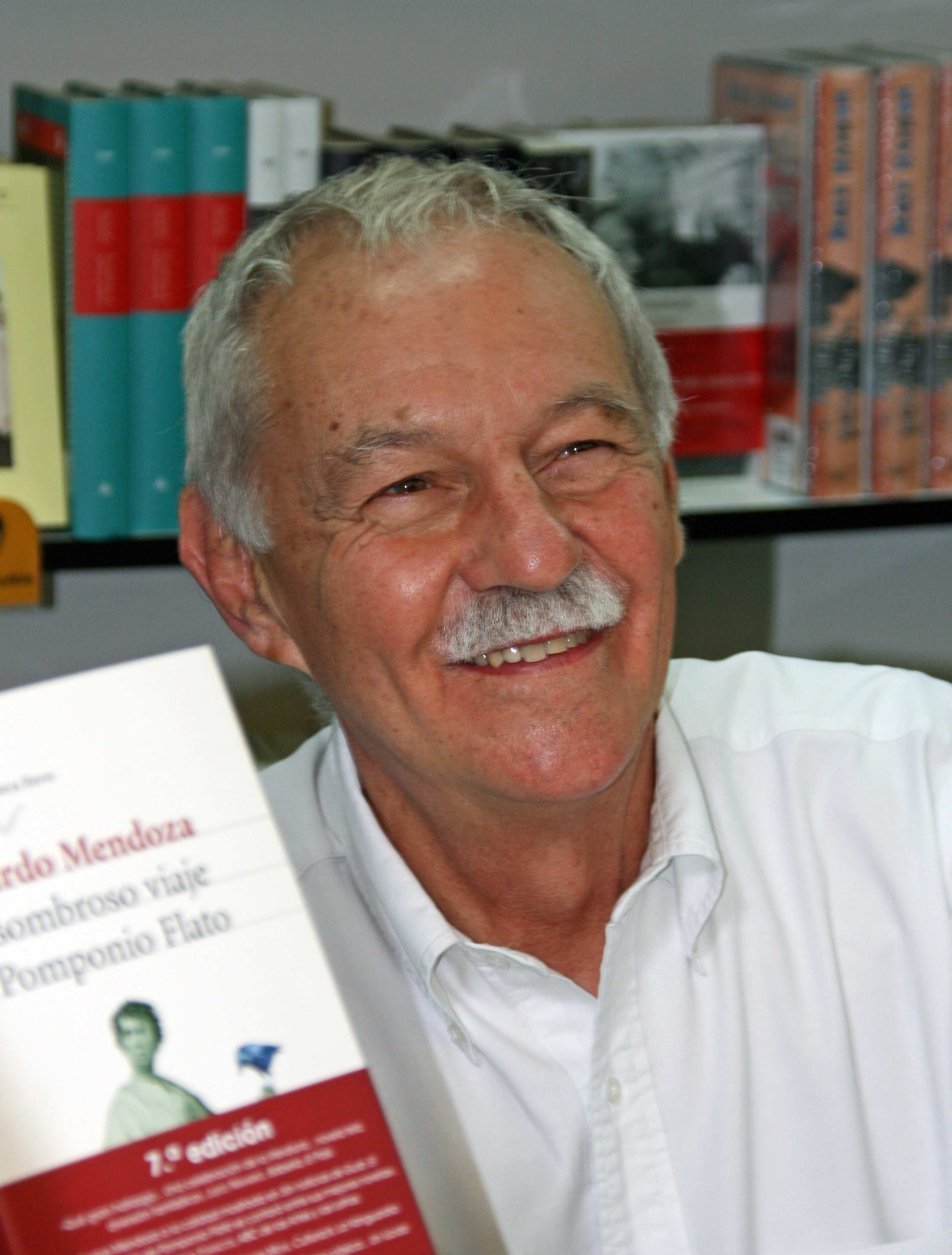
El autor en 2008

El libro relata la búsqueda de un extraterrestre (Gurb) que ha desaparecido, tras adoptar la apariencia de Marta Sánchez, en la ciudad de Barcelona. El narrador no es Gurb, sino otro alienígena que sale en pos de él tras convertirse en el conde-duque de Olivares, aunque va cambiando su apariencia a medida que avanza la trama, pasando a ser personajes como Miguel de Unamuno, Paquirrín, Isoroku Yamamoto, el duque de Kent o Alfonso V de León, y cuyo diario constituye la guía de la narración. El protagonista comienza la historia con unas ideas y objetivos que van cambiando a la vez que él cambia para adaptarse a la forma de vida del planeta. La naturaleza de este relato es la sátira y la paradoja. El autor convierte a la ciudad absurda y cotidiana en el escenario de una carnavalada que revela el verdadero rostro del ser humano urbano actual y la acerada conciencia artística del escritor.

## Personajes

### Narrador
El comandante de la nave espacial es el narrador y el protagonista, y cuenta la historia a través de su diario. Este ser, en su forma nativa, sólo tiene energía pura, pero puede transformarse a voluntad en cualquier forma que quiera, a menudo con un resultado cómico. Es muy lógico y cerebral, y bastante ingenuo, por lo que al principio no comprende bien ni los comportamientos del ser humano ni las normas de su sociedad, si bien gradualmente va entendiéndolas algo mejor, y llega a apreciar a algunos personajes. Aunque su carácter le lleva a protagonizar continuas meteduras de pata de las que no parece ser nunca consciente, él tiene una opinión muy alta de sí mismo, al tiempo que le irrita el carácter más libre e intuitivo de Gurb.

### Gurb
El compañero del narrador en la nave, Gurb, es el primero en salir a explorar la ciudad de Barcelona. Pierde contacto con el narrador hasta el final de la historia (de ahí el título de la obra), y al final se da a entender que este es su comportamiento habitual en todas las misiones encomendadas a la pareja. Su carácter es prácticamente opuesto al de su jefe, a quien no parece obedecer fácilmente: Gurb es independiente, tiene sentido del humor, y es mucho más intuitivo, por lo que demuestra entender mejor la naturaleza humana y se integra en su sociedad con mucha mayor facilidad. Además es el único de los dos que puede arreglar la nave.

### El señor Joaquín y la señora Mercedes
El señor Joaquín y la señora Mercedes son un matrimonio de avanzada edad, dueños de un bar que el narrador frecuenta. Viven con un horario muy regular: abren su establecimiento todos los días puntualmente a las siete de la mañana. Tienen mucha confianza en el narrador y, a pesar de sus rarezas y extravagancias, creen que en el fondo es una buena persona. El narrador también siente aprecio por ellos, y de hecho es la única amistad auténtica que mantiene a lo largo de la historia. Cuando la señora Mercedes tiene que ingresar en el hospital, le ofrecen ocuparse del bar por una mañana, lo que él acepta encantado, originando situaciones surrealistas. El narrador también los visita en el hospital.

### La vecina
La vecina, sin nombre, es una mujer joven que tiene un hijo de una relación anterior, aunque nunca se ha casado. Según la portera, ella siempre paga puntualmente a la comunidad de vecinos, pero no asiste a todas las reuniones de la comunidad. El narrador se muestra muy interesado en ella y en iniciar con ella una relación, y se esfuerza mucho por llamar su atención, si bien su táctica de flirteo es tan chapucera que la vecina acaba cambiando su simpatía original por el hartazgo. El narrador nunca entiende qué ha hecho mal, y más tarde se irritará cuando Gurb se burle de él por este sonoro fracaso.

## Estilo
Mendoza escribe con mucho humor negro para criticar a la sociedad humana. Por ejemplo, el día 19, el autor habla del abandono de los ancianos tomando el sol en los parques mientras sus familiares se van de vacaciones. El día 22, el narrador escucha hablar en la radio sobre un accidente en una central nuclear y un portavoz de la central “informa al público de las ventajas de ser un mutante. ¡Sorprenda cada día a su familia!, exclama”. También utiliza el humor negro para mostrar la dificultad de entender las normas sociales. El día 21, el narrador le regala a la señora Mercedes una máscara mortuoria de Oliver Hardy mientras ella está recuperándose en el hospital. Claramente no es un regalo muy apropiado, aunque el narrador no tiene malas intenciones.
Utiliza la repetición como otra herramienta para crear humor. El día 10, por ejemplo, tres coches atropellan al narrador, y luego se cae en cuatro zanjas de construcción abiertas, uno tras otro. Así empieza el tema recurrente del exceso de tráfico y de obras en la ciudad. También, en los momentos más inesperados, anota la situación climatológica de manera muy científica. La anáfora caracteriza al narrador, un ser obstinado y absurdo desde el punto de vista de los humanos.
Un elemento adicional del estilo de la novela es la hipérbole. Mendoza usa la perspectiva nueva de su narrador, quien ve a Barcelona sin prejuicios o experiencia con el mundo humano, para hacer comentarios y bromas en estilo hiperbólico. Por ejemplo, el narrador compara el ruido de un camión de basura por la mañana con un terremoto. El comandante también come cientos de kilos de churros a través de toda la novela. Hay muchos ejemplos adicionales, y contribuye al tono humorístico general de la novela, especialmente porque el comandante usualmente analiza el mundo de manera científica.
Además, la narración de Sin Noticias de Gurb crea humor a través de lo absurdo. Como el narrador es un extraterrestre, cambia a formas ridículas, incluyendo personajes tan diversos como el Conde-duque de Olivares, Gary Cooper, y José Ortega y Gasset. También hace conclusiones muy extrañas y graciosas sobre la cultura humana y específicamente de Barcelona. Estas conclusiones sirven para dos propósitos al mismo tiempo: en primer lugar, hacen que la novela sea graciosa, y en segundo lugar, hacen críticas muy reales y penetrantes sobre la sociedad. Por ejemplo, observa las diferencias entre los ricos y los pobres, y concluye que los pobres son pobres porque pagan por todo mientras los ricos no necesitan pagar por nada.
Finalmente, el estilo de Sin Noticias de Gurb está marcado por la ironía y la sátira. Como ya ha sido mencionado, la perspectiva extranjera de los extraterrestres es muy útil para crear humor, y funciona igualmente bien creando la sátira. El comandante hace comentarios sobre la brecha de riqueza, el machismo, el amor y otros temas, pero los hace con una perspectiva inocente y hasta accidental.

## Acogida
Sin Noticias de Gurb ha recibido una acogida muy positiva en general entre los críticos. Es elogiada por su estilo original y crítica social penetrante. También se propone como lectura en muchas escuelas. En 2020, el cantante español Miki Núñez publicó su canción Sin Noticias de Gurb, dedicada al libro con el mismo título.